# Markovci
Markovci è un comune di 4 027 abitanti della Slovenia nord-orientale.